# Блаце
Блаце — населённый пункт городского типа на юге Сербии, в Топличском округе в общине Блаце.

## География
Муниципалитет находится в Топлицкой долине на восточных склонах Копаоника и юго-западных склонах Ястребца.

## История
В последние века до нашей эры в эти районы, которые населяли племена дарданцев и кельтов, вторглись римляне. После разделения Римской империи под властью Юстиниана, образовавшаяся Византия позволила славянам поселиться на этих землях и принять христианство. В XII веке сербский правитель Стефан Неманя, собрав племена, образовал государство.
В XV веке османский султан Мехмед II (Завоеватель) поставил территорию под свою власть, и до 1877 года более четырёх веков, Блаце именовалось «турецкой ногой». В австро-турецких войнах (1683—1690 и 1737—1739) сербское население воевало на стороне австро-венгров. Этот район внёс большой вклад в войне за освобождение Сербии (1876—1918).

## Галерея
- Центр Блаце
- Барбатовац в муниципалитете Блаце
- Горня Драгуша в муниципалитете Блаце
- Претрешня в муниципалитете Блаце